# روکوئس ۵۶۴۳
سیارک ۵۶۴۳ (به انگلیسی: 5643 Roques، نامگذاری:1990QC2) پنج هزار و ششصد و چهل و سومین سیارک کشف شده‌است که در ۲۲ اوت ۱۹۹۰ کشف شد.
قدر مطلق سیارک برابر ۱۴٫۵۰ است.